# Red Dawn (phim 2012)
Red Dawn (dịch tiếng Việt: Bình minh đỏ) là một bộ phim hành động - chiến tranh của Mỹ được đạo diễn bởi Dan Bradley với kịch bản do Jeremy Passmore và Carl Ellsworth viết dựa trên bộ phim cùng tên năm 1984. Hai ngôi sao điện ảnh Chris Hemsworth và Josh Peck đóng vai hai anh em Jed và Matt Eckert. Bộ phim đã được dự kiến ra mắt vào ngày 24 tháng 11 năm 2010, nhưng bị dời lại do những vấn đề tài chính của MGM, và được lên lịch công chiếu vào năm 2012.
Thay vì miêu tả một cuộc xâm lược của Liên Xô vào Hoa Kỳ như bộ phim năm 1984, nội dung phiên bản 2012 ban đầu được quay với cuộc xâm lăng của quân Trung Quốc. Tuy nhiên sau đó đã bị chỉnh sửa thành cuộc xâm lược của Bắc Triều Tiên trong công đoạn hậu sản xuất theo ý muốn của nhà phát hành phim.

## Nội dung
Cảnh đầu phim cho thấy hậu quả của một cuộc khủng hoảng kinh tế ở Liên minh châu Âu và liên minh NATO đã suy yếu, trong bối cảnh các thỏa thuận hợp tác giữa Triều Tiên đang phát triển theo chủ nghĩa quân sự, hiện do Kim Jong-un trẻ tuổi lãnh đạo, và nước Nga theo chủ nghĩa cực đoan. Việc tăng cường triển khai quân đội Mỹ ra nước ngoài khiến lục địa Mỹ dễ bị tấn công và cơ sở hạ tầng của Mỹ ngày càng dễ bị tổn thương trước nguy cơ tấn công mạng.
Thủy quân lục chiến Jed Eckert về thăm nhà ở Spokane, Washington. Anh đoàn tụ với bố là Trung sĩ cảnh sát Tom Eckert và em trai là cầu thủ bóng bầu dục Matt Eckert. Tối hôm đó, đội bóng của Matt, có tên là Wolverines, đã thua trước một đội khác. Sau trận đấu, những người thanh niên đến một quán bar nhưng một sự cố mất điện khiến họ phải về nhà sớm.
Sáng hôm sau, binh lính Triều Tiên ồ ạt nhảy dù xuống thành phố, bắt đầu cuộc xâm lược nước Mỹ. Hai anh em Jed và Matt ẩn náu trong căn nhà gỗ trong rừng, họ gặp được vài người bạn khác. Quân đội Triều Tiên, chỉ huy bởi Đại úy Cho, đã hành quyết Tom sau khi ông kêu gọi các con hãy chiến đấu chống lại quân xâm lược. Những người thanh niên đặt biệt danh nhóm là Wolverines, bắt đầu thu gom vũ khí rồi thực hiện nhiều cuộc tấn công du kích, tiêu diệt nhiều lính Triều Tiên và những kẻ phản quốc làm tay sai cho giặc. Sau đó cả nhóm rút vào sâu trong rừng.
Nhóm Wolverines gặp được ba người lính Thủy quân lục chiến là Andrew Tanner, Smith và Hodges. Ba người lính nói rằng quân Triều Tiên đã sử dụng vũ khí EMP làm tê liệt mạng lưới điện và quân sự của Hoa Kỳ, và cũng có nhiều lực lượng kháng chiến giống nhóm Wolverines đang chống lại quân Triều Tiên trên khắp nước Mỹ. Họ còn cho biết cái vali của Đại úy Cho có chứa một điện thoại vô tuyến chống EMP, nếu lấy được nó thì quân đội Hoa Kỳ sẽ nghe được liên lạc của đối phương và giành được lợi thế chiến thuật trong cuộc phản công sắp tới.
Nhóm Wolverines và ba người lính thâm nhập vào sở cảnh sát địa phương, bây giờ đã trở thành căn cứ của quân Triều Tiên. Cả nhóm đánh cắp cái vali thành công, tuy nhiên Hodges đã hi sinh trong trận đấu súng. Jed cũng giết được Đại úy Cho, trả thù cho bố mình. Sau đó cả nhóm tập hợp trong một tòa nhà, nhưng bất ngờ bị tấn công bởi một đội Spetsnaz của Nga, và Jed bị giết. Robert nhận ra rằng trong lúc tẩu thoát khỏi sở cảnh sát, Daryl đã bị binh lính Nga gắn một thiết bị định vị vào người, đó là lý do quân Nga dễ dàng tìm ra họ. Biết rằng không thể tiếp tục đi theo nhóm, Daryl quyết định ở lại một mình ngăn chặn quân Nga.
Tanner và Smith lên máy bay trực thăng rời đi cùng với cái vali. Nhóm Wolverines ở lại tuyển mộ thêm nhiều thành viên và tiếp tục chiến đấu. Cảnh cuối phim là lực lượng kháng chiến dưới sự chỉ huy của Matt tấn công vào một khu trại của quân Triều Tiên, lá cờ Mỹ được những người yêu nước mang theo.

## Diễn viên
- Chris Hemsworth vai Jed Eckert
- Josh Peck vai Matt Eckert
- Adrianne Palicki vai Toni Walsh
- Josh Hutcherson vai Robert Kitner
- Isabel Lucas vai Erica Martin
- Edwin Hodge vai Danny Jackson
- Connor Cruise vai Daryl Jenkins
- Alyssa Diaz vai Julie Goodyear
- Brett Cullen vai Tom Eckert
- Michael Beach vai Thị trưởng Jenkins
- Jeffrey Dean Morgan vai Thượng sĩ Andrew Tanner
- Matt Gerald vai Trung sĩ Hodges
- Kenneth Choi vai Hạ sĩ Smith
- Will Yun Lee vai Đại úy Cho
- Fernando Chien vai Trung úy Pak